# Sound of Mind
『Sound of Mind』（サウンド・オブ・マインド）は、日本の女性歌手、池上ケイの1枚目のアルバム。2008年10月8日にEMIミュージック・ジャパン（旧 東芝EMI）よりリリースされた。

## 概要
- 池上ケイ名義では初となるアルバム。
- デビュー以降のすべてのシングル曲を含む、13曲を収録。うち、『One Shine』と『Sound of Mind』の2曲は池上ケイとしては初のインストゥルメンタル曲。
- berry時代のシングル『咲きましょう』もアコースティック・バージョンとして収録。
- 本人いわく、今回のアルバムのテーマは「繋がり」。

## 収録曲
1. One Shine （作曲・編曲：大野宏明）
2. This Love （作詞・作曲：池上ケイ / 編曲：大野宏明）
3. ひとひら、ふたひら （作詞：Satomi / 作曲：池上ケイ / 編曲：大野宏明）
  - 東海テレビ制作フジテレビ系ドラマ『花衣夢衣』主題歌
4. Grow （作詞：松井五郎 / 作曲：池上ケイ / 編曲：西慎嗣）
  - フジテレビフラワーセンターイメージソング
  - BSジャパン『GAME JOCKEYII』エンディングテーマ
5. Yours （作詞・作曲：池上ケイ / 編曲：rui & kansei）
6. 遠い空でも同じ夜 （作詞・作曲：池上ケイ / 編曲：大野宏明）
7. Everlasting Snow （作詞：池上ケイ・松井五郎 / 作曲：池上ケイ / 編曲：小松秀行）
8. Horizon （作詞：松井五郎 / 作曲：池上ケイ / 編曲：西慎嗣）
9. 壊れかけのRadio （作詞・作曲：徳永英明 / 編曲：rui & kansei）
10. NAZE? （作詞・作曲：池上ケイ / 編曲：rui & kansei）
11. とどかない涙2008 （作詞・作曲：池上ケイ / 編曲：rui & kansei）
12. 咲きましょう(Acoustic Version) （作詞：松井五郎 / 作曲：池上ケイ / 編曲：阿部雅宏）
13. Sound of Mind （作曲・編曲：大野宏明）